# Камель Мерієм
Камель Мерієм (фр. Camel Meriem, араб. كامل مريم, нар. 18 жовтня 1979, Монбельяр) — французький футболіст алжирського походження, що грав на позиції півзахисника.
Виступав, зокрема, за «Бордо», з яким був володарем Кубка французької ліги, а також національну збірну Франції.

## Клубна кар'єра
У дорослому футболі дебютував 1997 року виступами за команду «Сошо», в якій провів п'ять сезонів, взявши участь у 82 матчах чемпіонату.
У січні 2002 року він підписав контракт з «Бордо», а пізніше того ж сезону зіграв і забив гол у фіналі Кубка ліги 2002 року проти «Лор'яна» (3:0) і допоміг команді здобути трофей. Він грав три сезони за «Бордо», зігравши за команду в 82 іграх чемпіонату, забивши вісім голів, після чого в сезоні 2003/04 на правах оренди виступав за «Марсель», за який він грав у фіналі Кубка УЄФА 2004 року, але французи програли «Валенсії» (0:2).
Провівши ще один сезон у «Бордо», у серпні 2005 року він перейшов у «Монако». Відіграв за команду з Монако наступні чотири сезони своєї ігрової кар'єри. Більшість часу, проведеного у складі «Монако», був основним гравцем команди, зігравши 110 ігор чемпіонату, після чого влітку 2009 року покинув клуб.
Надалі Мерієм тривалий час залишався без клубу, перебуваючи на перегляді у англійських клубах «Болтон Вондерерз» та «Блекберн Роверз», а 5 лютого 2010 року Мерієм підписав контракт з грецьким клубом «Аріс» (Салоніки) на 1,5 роки, де пограв до кінця сезону.
9 серпня Мерієм підписав однорічний контракт із новачком Ліги 1 «Арль-Авіньйоном». Він залишив «Арль-Авіньйон» у червні 2011 року на правах вільного трансферу після того як клуб за підсумками сезону 2010/11 посів останнє місце і вилетів до Ліги 2. Після цього протягом 2011—2013 років захищав кольори «Ніцци» у Лізі 1.
Завершив ігрову кар'єру у кіпрській команді «Аполлон», за яку виступав протягом 2013—2015 років.

## Виступи за збірну
Протягом 1999—2002 років залучався до складу молодіжної збірної Франції, з якою брав участь у молодіжному чемпіонаті Європи 2002 року у Швейцарії, де французи дійшли до фіналу, програвши Чехії по пенальті. Всього на молодіжному рівні зіграв у 12 офіційних матчах.
17 листопада 2004 року дебютував в офіційних матчах у складі національної збірної Франції в товариській грі проти Польщі (0:0), вийшовши на заміну замість Луї Саа на 65-й хвилині гри. На початку наступного року зіграв ще у двох іграх за збірну.

## Статистика виступів

### Статистика виступів за збірну
| Дата       | Місто    | Господарі | Результат | Гості  | Турнір            | Голи | Примітки |
| ---------- | -------- | --------- | --------- | ------ | ----------------- | ---- | -------- |
| 17-11-2004 | Сен-Дені | Франція   | 0 – 0     | Польща | товариський матч  | -    | 46'      |
| 9-2-2005   | Сен-Дені | Франція   | 1 – 1     | Швеція | товариський матч  | -    | 68'      |
| 26-3-2005  | Сен-Дені | Франція   | 0 – 0     | Польща | Відбір до ЧС 2006 | -    | 59'      |
| Усього     |          | Матчів    | 3         |        | Голів             | 0    |          |

## Титули і досягнення
- Володар Кубка французької ліги (1):

«Бордо»: 2001/02